# Kawakami Jōtarō

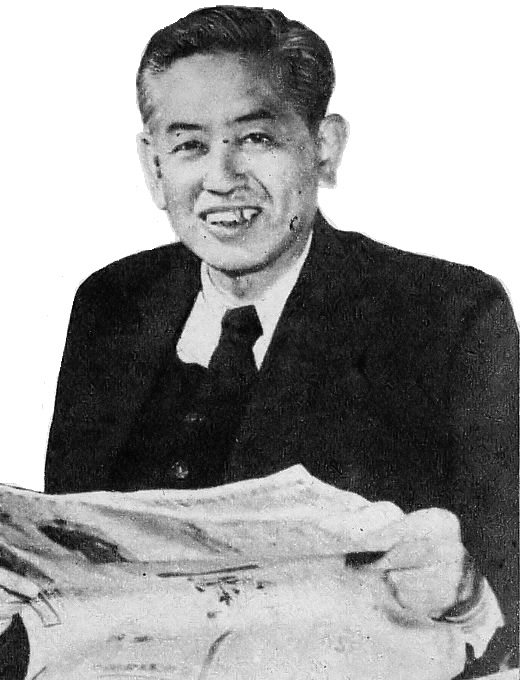
Kawakami Jōtarō

Kawakami Jōtarō (japanisch 河上 丈太郎; geboren 3. Januar 1889 in Tokio; gestorben 3. Dezember 1965) war ein japanischer Politiker, vor, während und nach dem Zweiten Weltkrieg Mitglied des Repräsentantenhauses aus Hyōgo (1928–30, 1936–45 und 1952–1965) und von 1961 bis 1965 Parteivorsitzender der Sozialistischen Partei Japans.

## Leben und Wirken
Kawakami Jōtarō war der Sohn eines Christen, der der erste Vorsitzende der „Yūai-kai“ (友愛会), einer Arbeitervereinigung, war. Nach dem Schulabschluss an der „1. Oberschule alter Art“ (第一高等学校, Daiichi kōtōgakkō) studierte er an der Universität Tokio Rechtswissenschaften. Seine akademischen Lehrer Nitobe Inazō und Takano Iwasaburō förderten ihn. Er war dann bis 1927 Professor an der Kwansei-Gakuin-Universität. Während dieser Zeit war er ab 1924 Chef der Zweigstelle Kōbe der „Seiji Kenkyūkai“ (政治研究会), trat 1926 der kurzlebigen Japanischen Arbeiter-Bauern-Partei (日本労農党, Nihon rōnō-tō) bei und wurde 1928 im 1. Wahlkreis (damals SNTV-Fünfmandatswahlkreis) von Hyōgo ins Repräsentantenhaus, das Unterhaus des Reichstags, gewählt.
Als Yamamoto Senji 1929 bei der Plenarsitzung des Repräsentantenhauses von einem Rechtsextremisten ermordet wurde, verkündete Kawakami als Reaktion am folgenden Tag, dem 6. April im Reichstag: „Yamamotos Leiche wird zum Ausgangspunkt für die Wiederherstellung der Demokratie, daran glaube ich.“ Bei den Repräsentantenhauswahlen 1936 und 1937 wurde er nacheinander als Kandidat der Shakai Taishūtō (社会大衆党) ins Parlament gewählt. Nach der Auflösung der Partei wurde er Vorstandsmitglied der Taisei Yokusankai (大政翼賛会) und wurde bei den Wahlen 1942 zum Repräsentantenhaus als „Empfohlener Kandidat“ wiedergewählt.
Nach dem Zweiten Weltkrieg wurde die enge Beziehung zur Taisei Yokusankai zum Grund dafür, dass die Besatzungsverwaltung Kawakami die Ausübung einer öffentlichen Tätigkeit verbot. 1952 konnte er wieder in die Politik zurückkehren, wurde im 1. Wahlkreis Hyōgo (nun Dreimandatswahlkreis) wieder ins Repräsentantenhaus, seit 1947 das Unterhaus der Kokkai, gewählt und wurde Vorsitzender des rechten Flügels der Sozialistischen Partei Japans. Er sagte, auf seine christliche Herkunft anspielend: „Der Vorsitz ist für mich ein Kreuz. Ich habe mich aber entschieden, das Kreuz zu tragen und bis zum Tode zu kämpfen“. Man nannte ihn daher „Vorsitzender des Kreuzes“.
Danach bemühte Kawakami sich um die Wiedervereinigung der beiden SPJ-Flügel, und nach der Vereinigung im Jahr 1955 war er von 1961 bis 1965 Vorsitzender. Am 3. Dezember 1965 starb er an einer Krankheit.
Zu Kawakamis Schriften gehört der 13. Band der Serie „Watakushi no rirekisho“ (私の履歴書) aus dem Jahr 1961. Die „Kawakami zen iin-chō kinen shuppan iinkai“ (河上前委員長記念出版委員会編) gab 1966 seinen Nachlass unter dem Titel „Kawakami Jōtarō“ heraus. Kawakami Sueko (河上末子) verfasste 1962 „Mura kumo no kanata ni“ (むら雲のかなたに) – etwa „Jenseits der ungefügen Wolken“.
Kawakamis Sohn Tamio (河上 民雄; 1925–2012) war Politiker und Professor an der Fakultät für Politikwissenschaft und Wirtschaftswissenschaften der Universität Tokai.